# Meint Veningastraat 115 (Hoogezand)
Het pand aan de Meint Veningastraat 115 in de Nederlandse plaats Hoogezand is een monumentaal herenhuis.
Het huis werd in 1857 gebouwd aan het Winschoterdiep op een deel van het terrein van de voormalige borg Vredenburg langs de weg van Hoogezand naar Martenshoek. Opdrachtgever was scheepsbouwer en reder Ipe Annes Hooites (1812-1891), hij was van 1866 tot 1878 burgemeester van Hoogezand. Hij was getrouwd met Geessien Roelfs Meursing (1816-1858).
Het huis is gebouwd in een ambachtelijk-traditionele stijl met eclectische elementen en heeft een schilddak. In het midden van de voorgevel zit de hoofdentree. Boven de deur een halfrond bovenlicht voorzien van een levensboom. Aan weerszijden van de deur zitten twee kleine gevelstenen met de teksten "I.A.H. 18" en "G.R.M. 57", de initialen van de stichters en het bouwjaar. Een marmeren toegangspad en natuurstenen stoep leiden naar de entree. Boven de entree bevindt zich een doorgetrokken geveldeel onder een steekkap, bekroond door een fronton met daarin een schelpmotief. In het geveldeel twee paar openslaande glasdeuren met halfrond bovenlicht en een klein houten balkon. Het pand is erkend als rijksmonument.